# Coelotes bicultratus
Coelotes bicultratus är en spindelart som beskrevs av Chen, Zhao och Wang 1991. Coelotes bicultratus ingår i släktet Coelotes och familjen mörkerspindlar. Inga underarter finns listade i Catalogue of Life.